# Cekov
Cekov település Csehországban, Rokycanyi járásban. Cekov Mýto, Zbiroh, Sirá, Kařízek és Kařez településekkel határos. Lakosainak száma 172 fő (2024. január 1.).

## Népesség
A település lakosságának változását az alábbi diagram mutatja:
| Lakosok száma | 396  | 305  | 313  | 260  | 156  | 123  | 125  | 134  | 151  | 172  |
|               | 1869 | 1900 | 1921 | 1961 | 1980 | 2011 | 2016 | 2019 | 2021 | 2024 |